# Мавзолей Жубан-ана
Мавзолей (кумбез) Жубан-ана — памятник архитектуры XI века, расположенный в Жанаркинском районе Улытауской области Казахстана в 12 км к северо-западу от станции Монадырь, на правом берегу реки Сарысу.

## История
Первые письменные сведения о мавзолее Жубан-ана приведены в 1762 году П. И. Рычковым в «Типографии Оренбургской».В 1863 году сообщение о памятнике с рисунком и планом сделал Ч. Ч. Валиханов, который писал, что могила Жубан-ана почиталась казахами как гробница аулие (святого).
В разное время были сообщения о мавзолее П. И. Рычкова (1772), С. Броневского (1830), А. И. Левшина (1830), Н. Красовского (1868), И. Кастанье (1910), в советское время — академика Академии наук Казахской ССР А. Х. Маргулана, который пришёл к мнению, что мавзолей Жубан-ана являлся средневековой постройкой кыпчаков.
В 1982 году мавзолей был включен в список памятников истории и культуры Казахской ССР республиканского значения и взят под охрану государства.

## Архитектура
Мавзолей представляет собой в плане купольно-центрическое однокамерное сооружение с внутренними полусферическими и внешним шатровым куполами. Нижний объём (куб здания) сложен из каменных плит и облицован жжёным кирпичом, а изнутри оштукатурен алебастровым раствором. Купол и барабан выполнены из квадратных жжёных кирпичей.
Переход от четверика к восьмерику осуществлён устройством арочных парусов в углах здания, а от восьмерика к 16-граннику и далее к кругу купола — при помощи кирпичных консолей. Обожжённый кирпич начинает применяться внутри здания с уровня пят арочных парусов. Полусферический купол выложен методом ложного свода. Основной объём, слегка расширяющийся книзу, несёт на себе невысокий 8-гранный барабан, увенчанный 8-гранным шатровым куполом. Арка входного проёма стрельчатая.
Размеры здания по внешнему периметру составляют 6×6 м, по внутреннему 4×4 м, высота 6 м. Фундамент сложен из каменных плит высотой примерно 50 см. При строительстве применялись кирпичи размером 27×27×6 см.